# Sphaerozetes shogranensis
Sphaerozetes shogranensis är en kvalsterart som beskrevs av Hammer 1977. Sphaerozetes shogranensis ingår i släktet Sphaerozetes och familjen Ceratozetidae. Inga underarter finns listade i Catalogue of Life.